# ترا فورمارس (فیلم)
تِرا فورمارس (به ژاپنی: テラフォーマーズ ,Tera Fōmāzu) یک فیلم علمی–تخیلی ژاپنی به کارگردانی تاکاشی میکه و نویسندگی کازوکی ناکاشیما است که بر اساس مجموعه مانگایی به همین نام اثر یو ساسوگا و کنیچی تاچیبانا ساخته شده است. از بازیگران این فیلم می‌توان به هیده‌آکی ایتو، امی تاکی، توموهیسا یاماشیتا، تاکایوکی یامادا و شون اوگوری اشاره کرد. ترا فورمارس در تاریخ ۲۹ آوریل ۲۰۱۶ در کشور ژاپن به نمایش درآمد. داستان فیلم در پایان قرن بیست و ششم اتفاق می‌افتد و تلاش برای اسکان بشر در مریخ را به تصویر می‌کشد. بشر قبلاً سوسک‌هایی را در این سیاره رها کرده بود، و مهاجران در آنجا با مقاومت سوسک‌های غول‌پیکر انسان‌نما مواجه شدند.

## داستان
در قرن بیست و یکم، افزایش بیش از حد جمعیت به چنان مسئله‌ای تبدیل شده است که دانشمندان می‌خواهند به مریخ بروند. اولین گام‌های آنها برای رفتن به مریخ شامل بذور سیاره با خزه به منظور جذب نور خورشید و ایجاد جو و همچنین افزایش دمای سطح است…